# Mevesia guttata
Mevesia guttata là một loài tò vò trong họ Ichneumonidae.